# Wintertal (Ammergauer Alpen)
Das Wintertal ist ein kurzes Hochtal in den Ammergauer Alpen westlich von Linderhof. Das obere Winteral wird von der Sefelwand im Süden und dem Klammspitzkamm im Norden begrenzt. Im weiteren Verlauf führt es bis zu einer Geländestufe unterhalb der Martinswand, über die der ansonsten namenlose Bach am Talboden über einen Wasserfall in den Martingsgraben stürzt.
Das ober Wintertal ist schwer und nur über Jagdsteige zu erreichen, lediglich bis zum erwähnten Wasserfall führt ein Forstweg.